# Rodi Ferreira
Rodi David Ferreira (Concepción, 29 maggio 1998) è un calciatore paraguaiano, difensore dello Sp. Luqueño.

## Caratteristiche tecniche
È un terzino destro.

## Carriera

### Nazionale
Con la nazionale Under-20 paraguaiana ha preso parte al Sudamericano Under-20 2017.

## Palmarès

### Club

#### Competizioni nazionali
- Campionato paraguaiano: 1

Olimpia: Clausura 2015